# Novaja Zemlja (rajon)
Il rajon Novaja Zemplja (in russo Новая Земля район?) è un'unità amministrativo-territoriale (distretto) e una formazione municipale dell'oblast' di Arcangelo, Russia. Ha una superficie di 83000 km² e una popolazione di 2 360 abitanti (nel 2023). Il centro amministrativo è l'insediamento di tipo urbano di Beluš'ja Guba. Il rajon coincide con il territorio dell'arcipelago  Novaja Zemlja.